# Бильц, Генрих
Генрих Бильц (нем. Heinrich Biltz; 26 мая 1865, Берлин — 29 октября 1943, Бреслау (ныне Вроцлав, Польша)) — немецкий химик, профессор, доктор наук.

## Биография
Вильгельм Ойген Бильц родился в семье литературоведа и театрального критика Карла Фридриха Бильца (1830—1901) и Огюсты Шлобах (1839—1883), дочери члена геодезического совета (Vermessungsrat) Тобиаса Шлобаха (1798—1854).
Старший брат химика Вильгельма Бильца.
В 1885 году окончил берлинскую гимназию кайзера Вильгельма (Königliches Wilhelm-Gymnasium), затем изучал химию в Берлинском университете им. Гумбольдта под руководством Августа Вильгельма фон Гофмана, продолжил обучение в Университете Гёттингена у Виктора Мейера.
С 1888 года — доктор философии в области естественных наук.
Продолжил исследования молекулярной массы веществ под воздействием высоких температур, начатые его учителем Виктором Мейером, в ходе которых определил плотность пара хлорида олова (II) и серы.
С июля 1891 года стал профессором химии Грайфсвальдского университета, с 1897 года — заведующим кафедрой неорганической химии в Кильском университете, где продолжил исследования по определению плотности пара. В 1908 году ему удалось синтезировать дифенилгидантоин (фенитоин), который спустя 30 лет был использован в качестве эффективного препарата для борьбы с эпилепсией. Препарат оказался эффективнее фенобарбитала и не обладал угнетающим действием на мозг.
С осени 1911 до своего выхода на пенсию в 1933 году Г. Бильц читал лекции в новосозданном Институте Альберта Ладенбурга при Университете Бреслау. Был директором и председателем Chemische Gesellschaft Breslau (Института химии). В 1933 году, будучи на государственной службе, принял Присягу на верность национал-социалистическому правительству и его канцлеру Гитлеру.
Дальнейшую исследовательскую деятельность сосредоточил на свойствах мочевой кислоты. Определил и доказал полную окислительно-восстановительную реакцию мочевой кислоты несколькими окислителями.
Во время Первой мировой войне был офицером запаса. После войны активизировал свою исследовательскую деятельность, часто в тесном сотрудничестве со своим младшим братом Вильгельмом Бильцем, который также был профессором химии и другими известными химиками.
Немецкая химическая промышленность учредила в 1925 году Фонд им. Генриха Бильца, предназначенный для поддержки талантливых студентов.

## Избранные труды
- Übungsbeispiele aus der unorganischen Experimentalchemie (в соавт. с Вильгельмом Бильцем, 1907)
- Экспериментальное введение в неорганическую химию (Санкт-Петербург, 1912)
- Практическое введение в неорганическую химию /начальный курс качественного анализа/ (Госхимтехиздат, 1933)